# Гарнирана пита
Гарнирана пита е названието, въведено в края на седемдесетте години, за български аналог на популярната италианска пица.

## Видове
В българските пекарни и специализирани заведения тя се е приготвяла най-често в 4 – 5 варианта с опростени и бързи рецепти. Най-познатите са за:
- Гарнирана пита с кашкавал
- Гарнирана пита с шунка и кашкавал
- Гарнирана пита с кренвирши и кашкавал
- Асорти с шунка, кашкавал и гъби
- Асорти с шунка, кашкавал, гъби и маслини.

## Предистория
С израза гарнирана питка през 50-те и 60-те години в България наричат питка, поръсена с някаква добавка. Тази питка представлява модификация на традиционната българска питка с плънка, която наподобява баница.
Питката с плънка е традиционна българска обредна питка и е част от различните варианти за обреден хляб, наричани погачи, козунаци, наречници (погача, съставена от налепени една до друга малки питки, като всяка питка е била наричана за някого [от членовете на семейството], или в нея се влагали различни късмети)
Най-честата плънка за гарнирани питки е със сирене, със сирене и яйце, с мляно месо и др.
Вариантите, при които гарнитурата е поръсена върху питката, това може да е освен сирене или кайма, също - кашкавал, но и захар и/или ядки (орехи, сусам, фъстъци) или с плодове (стафиди /сушено грозде/, круши, ябълки и  др. Т.е., освен солени, гарнираните питки може да бъдат и сладки.
В умален вид този вид питки се приготвят като популярни тестени закуски (кифлички) със съответния пълнеж (пълнежка, плънка) и на жаргон се наричат сиренки, кашкавалки, саламенки, сусаменки и т.н.